# لوسيليوس جونيور
لوسيليوس جونيور (القرن الأول الميلادي)، كان وكيل نيابة صقلية في عهد نيرون، وصديق ومراسل سينيكا، والمؤلف المحتمل لإحدى القصائد.

## حياته
المعلومات المعروفة عن لوسيلوس تأتي من كتابات سينكا، وخاصةً رسائله الأخلاقية، والتي كانت موجهة إلى لوسيلوس. يبدو أن لوسيليوس كان من مواطني كامبانيا، ويشير سينيكا مرارًا وتكرارًا إلى «حبيبتك بومبي». في الوقت الذي كتب فيه سينيكا رسائله (حوالي 65 م)، كان لوسيليوس المدعي (وربما حاكمًا) لصقلية. كان فارسًا رومانيًا، وهو وضع حققه من خلال «العمل الدؤوب»، وكان يمتلك فيلا ريفية في أرديا، جنوب روما. يخصص سينيكا إحدى رسائله القصيرة للإشادة بكتاب كتبه لوسيليوس، ويقتبس في أماكن أخرى بضعة أسطر من شعر لوسيليوس.